# Sociedad Landaburiana

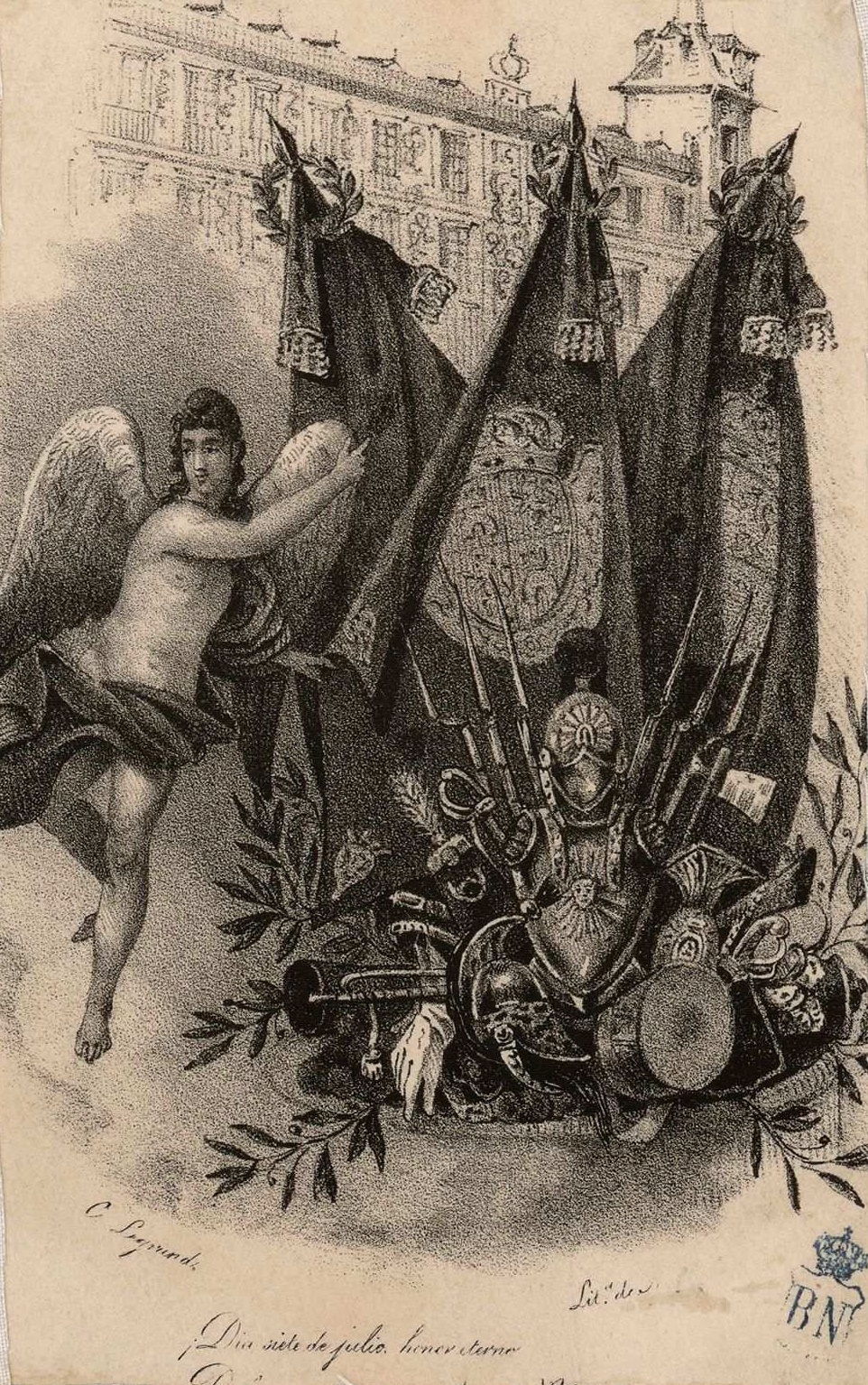
Luis Carlos Legrand, Alegoría del 7 de julio; litografía. Inscripción: «Día 7 de julio honor eterno. De la grande Nación el gran Peligro». Biblioteca Nacional de España. El recuerdo de los héroes del 7 de julio y la denuncia del pasteleo del Gobierno y su tibieza para hacer frente a la sublevación de la Guardia Real y castigar a los verdaderos culpables será constante en la breve existencia de la Sociedad Landaburiana.

La Sociedad Landaburiana fue una sociedad patriótica fundada en Madrid el 24 de octubre de 1822 como Tertulia Patriótica Landaburiana, nombre con el que sus organizadores querían rendir tributo a Mamerto Landaburu, el teniente de la Guardia Real que por su lealtad a la Constitución de 1812 había sido asesinado por tres granaderos de la propia guardia el 30 de junio anterior, en el arranque de los sucesos que desembocarían en el enfrentamiento de la Guardia Real insubordinada con la Milicia Nacional y la victoria de esta en la Plaza Mayor de Madrid el 7 de julio del mismo año. 

## Historia
Celebraba sus reuniones en el que había sido refectorio del convento de Santo Tomás, capaz de acoger, según el viajero irlandés Michael J. Quin, a cuatro mil personas. El Zurriago, órgano de prensa afín a los postulados de la sociedad, comentó al hacer su presentación que el mismo local donde pastaban los fundadores de la Inquisición serviría ahora para dar «pasto patriótico al pueblo». Convenientemente aderezado y amueblado, en la pared tras la mesa presidencial se veía pintado un cenotafio con la leyenda A la memoria del inmortal Landaburu; y sobre él otra inscripción: La soberanía reside esencialmente en la nación. De los muros colgaban lonas con algunos de los artículos de la Constitución de 1812 escritos en ellas y en la tribuna, en grandes letras, figuraba el lema Constitución o muerte. Había, además, una tribuna de oposición. La sesión inaugural, con banda militar, se abrió con una sesión de música en homenaje a Riego y un discurso del jefe político de Madrid, Juan Palarea, recibido con vítores, en el que llamó a la unión y fraternidad de los elementos liberales al tiempo que advertía que cerraría la sociedad si se producían desórdenes.
Entre sus fundadores y principales oradores, casi todos ellos comuneros, destacaron Juan Romero Alpuente, que presidía las sesiones y las concluía con un resumen de lo hablado, los redactores de El Zurriago Félix Mejía y Benigno Morales; Pedro Pascasio Fernández Sardinó, Manuel Eduardo de Gorostiza, José Moreno Guerra, Juan Florán, futuro marqués de Tabuérniga, el cura de Brihuega, José María Moralejo, y Antonio Alcalá Galiano, que pronto abandonaría las sesiones enfrentado con Romero Alpuente. El 30 de diciembre de 1822, ya como sociedad patriótica, quedó constituida la junta directiva formada por el diputado Ramón Reyllo como presidente, Juan de Paredes, primer director, Antonio López Ochoa, segundo director, y secretarios Eugenio Romero y José María Moralejo.
La defensa de la constitución gaditana y el recuerdo de la victoria popular del 7 de julio que había asegurado su consolidación son constantes en los discursos de la sociedad, tanto como la denuncia de los enemigos del sistema constitucional vigente: los facciosos de la Seo de Urgel y los timoratos gobiernos anteriores, que con su pasividad y sus llamamientos al orden y la moderación nada habían hecho para impedir la conjura y dificultaban el castigo de los verdaderos culpables. En su punto de mira estarán siempre, junto con los serviles, los anilleros, partidarios de modificar la constitución para introducir la segunda cámara, los caza-empleos, los acusados de pasteleo y aquellos a los que se hacía responsables del 7 de julio, encabezados por el entonces jefe político de Madrid José Martínez de San Martín, llamado Tintín. La exigencia de castigo para los que tenían por verdaderos culpables de la sublevación de la Guardia Real y de los que en la sombra habían movido los hilos acabaría siendo también uno de los motivos de ruptura con el gobierno de Evaristo San Miguel.

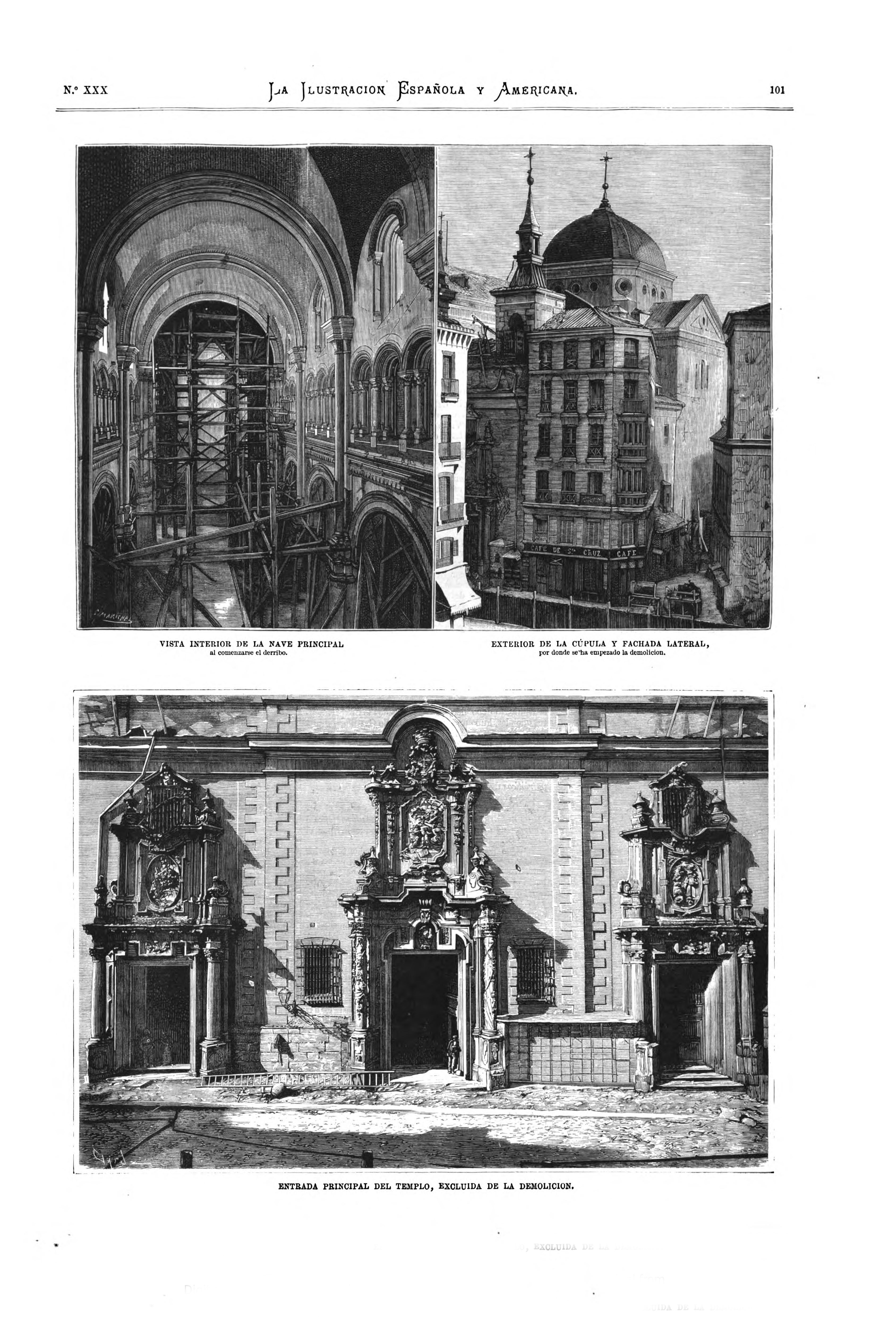
Exterior e interior del Convento de Santo Tomás (Madrid) en 1876, poco antes de ser derruido a causa del incendio sufrido cuatro años antes. Desamortizado durante el Trienio Liberal fue la sede la Sociedad Landaburiana.

En la sesión del 3 de noviembre de 1822 el ciudadano Gorostiza solicitó al Ministerio de Estado el envío de una representación de la nación a la Grecia que luchaba por su libertad, para «decirles que los hijos del Cid y de Padilla quieren unir sus esfuerzos a los suyos», en la primera ocasión en que públicamente se mencionaba en los círculos políticos madrileños la cuestión griega, sobre la que volverá Félix Mejía el 29 de diciembre para denunciar el trato dado por Evaristo San Miguel a «un griego —probablemente Andreas Luriotis— que se presentó en Madrid con credenciales del gobierno establecido en Corinto». Según Mejía, aburrido por el trato recibido del secretario del Despacho de Estado, el griego había acabado marchándose a Portugal a solicitar el auxilio para su causa que en el gobierno de España no encontraba. No fue la única ocasión en que el gobierno portugués, felizmente dirigido por Juan VI de Braganza, un rey constitucional, servía de ejemplo. El mismo Gorostiza leyó el 26 de noviembre una carta de felicitación que la Sociedad Patriótica de Lisboa dirigía a la landaburiana, mostrando su satisfacción porque la antigua rivalidad entre las dos naciones hubiese desaparecido, siendo la unión augurio de estrecha colaboración en el caso de una intervención extranjera. La posibilidad de que esta tuviese lugar, sin embargo, siempre fue rechazada por razones quizá tácticas por las voces más caracterizadas de la sociedad. Cuando el 17 de noviembre Alcalá Galiano anunció desde la tribuna que según había sabido de fuentes fidedignas la Santa Alianza ya había declarado la guerra a España, Morales replicó que la noticia procedía del campo servil y Romero Alpuente le restó toda credibilidad, afirmando al tiempo que de producirse el pueblo sabría defender sus conquistas. Incluso ya en el mes de enero, cuando se dieron a conocer las notas de las potencias de la Santa Alianza, se afirmó desde la tribuna que aquello sería la ruina para todos los tiranos del mundo.
La sesión del 10 de noviembre concluyó según Vicente de la Fuente en una «escandalosa y prosaica cachetina» entre masones y comuneros y un intercambio de notas entre el Grande Oriente Español Regular y la Asamblea comunera. Pero no menos notable debió de ser ese mismo día la intervención de Rafael del Riego desde la tribuna para defender a Benigno Morales y la presencia de un grupo de niños milicianos de la escuela de San Basilio mandados por un teniente de doce años y dirigidos por su maestro, el señor Plat, presencia repetida en días sucesivos y que debió de ser particularmente emotiva en la sesión del día 13 cuando un «precioso niño» subió a la tribuna con su sable y su tambor y comenzó a cantar «soldados la patria nos llama a la lid».
Al mediodía del 12 de enero de 1823, en circunstancias no aclaradas, desapareció en Madrid Félix Mejía. Al dar cuenta de ello Eugenio Romero en la sesión de la landaburiana, insinuó que podría haber sido asesinado, haciendo recaer las sospechas en «algunos de los que se dicen amigos de la libertad» y son sus mayores enemigos, es decir, la masonería; en la misma idea abundó el 14 Benigno Morales: «Mejía ha sido probablemente sacrificado por algunos que tienen siempre en los labios las palabras moderación, tolerancia, filantropía». Tres días después el propio Morales hubo de referirse a la reaparición de Mejía en unas circunstancias que —según se veía forzado a reconocer— resultaban tan «maravillosas» que la opinión pública se había dividido entre quienes sostenían que la desaparición era pura superchería y los que querían creer la versión ofrecida por el reaparecido. Su discurso fue repetidamente interrumpido con acusaciones de pastelero, precisamente el epíteto preferido por los zurriaguistas para descalificar a los gobiernos liberales moderados y a sus rivales de la masonería. El 19 de enero Morales volvió a referirse a la cuestión desde la tribuna, siendo replicado desde la tribuna de la oposición por Manuel Núñez en medio de repetidos tumultos. La división en el seno de la landaburiana parecía consumada. Cuando una vez más Morales el día 21 atacó al Gobierno y a los que predicaban moderación e impunidad para los altos personajes implicados en la sublevación del 7 de julio, fue replicado con gritos de Viva el Gobierno y abajo Morales. El 29 los miembros de la sociedad firmaron una representación al rey constitucional por la que le solicitaban escuetamente el cese del Gobierno, a la que replicó El Espectador acusándoles de querer «envolver a la nación en los horrores de la guerra civil, que por nuestra desgracia va haciendo progresos». La última sesión debió de celebrarse el 31 de enero y sobre ella hay escasa información. El hecho más notable parece haber sido la amenaza de Malpartida, uno de los oradores, de clavar personalmente un puñal en el pecho al editor del Nuevo Diario de Madrid y masón Sánchez Trapero, que respondió al día siguiente quejándose de la permisibilidad de las autoridades con tales excesos (aunque el presidente de la sociedad había llamado al orden al orador) y acusando a los landaburianos de pretender un golpe de Estado. El jefe político de Madrid Juan Palarea, no esperó más: alegando que el arquitecto municipal había declarado la inminente ruina del edificio el 4 de febrero de 1823 puso fin a las reuniones de la sociedad.